# Shenyang Aerospace Mitsubishi Motors
La Shenyang Aerospace Mitsubishi Motors Engine Manufacturing Co., Ltd. (abbreviato in SAME) è una joint venture sino-giapponese fondata nell'agosto 1997 a Shenyang produttrice di motori a combustione interna Mitsubishi per il settore automobilistico. 
Lo stabilimento produttivo di Shenyang è uno dei più grandi per capacità dell’intera Repubblica Popolare Cinese nonché del gruppo Mitsubishi Motors.

## Storia
La Shenyang Aerospace Mitsubishi Motors Engine Manufacturing Co., Ltd. (abbreviato in SAME) è stata fondata nell'agosto 1997 ed è una joint venture sino-giapponese i cui azionisti sono la China Aerospace Automotive Industry Group Co. (30%), la Mitsubishi Motors Corporation (25%), Shenyang Jianhua Motors Engine Co., Ltd. (21%), MCIC Holdings Sdn. Bhd. (14.7%) e Mitsubishi Corporation (9.3%). Possiede sede produttiva a Shenyang nella provincia del Liaoning, e produce motori a combustione interna progettati dalla Mitsubishi. 
La società venne fondata per localizzare la produzione dei motori che equipaggiavano i veicoli giapponesi della Mitsubishi ed evitare le tasse sui componenti di importazione e nell’agosto del 1998 parte la produzione pilota in semi-knock down kit dei motori a benzina Mitsubishi quattro cilindri da 2,0 litri (4G63) e 2,4 litri (4G69) e delle trasmissioni. I due propulsori inizialmente erano destinati ai modelli Mitsubishi Pajero prodotti in Cina dalla di Hunan Changfeng Automobile Production Limited Liability Company, e nei modelli Mitsubishi Delica prodotti presso South East Motors Corporation.
Nel settembre del 1999 nello stabilimento vengono installati nuovi robot e la produzione diventa in complete knock down.
Nell’aprile del 2000 viene inaugurata una fonderia per la produzione completa di propulsori e la capacità produttiva dell’impianto viene portata a 75.000 unità a regime con nuovi edifici in costruzione che sono destinate a raddiopparla nel giro di due anni a 150.000 motori a pieno regime. I motori 2.0 e 2.4 iniziano ad essere venduti anche ad altri produttori cinesi.
Nel 2006 i motori iniziano ad essere esportati per equipaggiare i modelli Mitsubishi prodotti in Giappone, Thailandia e Stati Uniti d'America.
Nell’agosto 2009 vengono lanciati i nuovi motori della famiglia Mitsubishi 4A9 che troveranno impiego su numerosi modelli sia del costruttore giapponese che cinesi. Inizialmente prodotto solo nella variante da 1.6 litri sarà seguito anche dalla versione da 1.3 e 1.5 litri per una produzione a regime di 300.000 unità. Tale motori diventerà estremamente diffuso su quasi tutti i costruttori cinesi.
Nel 2016 la SAME avvia la produzione del motore Mitsubishi 4K2 e chiude l’anno con il record di produzione con 748,353 unita prodotte diventando uno degli stabilimenti di motori più grande della Cina e del gruppo Mitsubishi. Nel maggio 2017 la produzione cumulativa raggiunge le 5 milioni di unità.
L'azienda raggiunge una forza lavora di 1.041 dipendenti, di cui 143 ingegneri e tecnici e 103 dirigenti.

## Motorizzazioni prodotte
- Mitsubishi serie 4G1
- Mitsubishi serie 4A9
- Mitsubishi serie 4K2

## Clienti
I motori Mitsubishi prodotti vengono utilizzati dalle principali case automobilistiche cinesi: Geely, Great Wall, FAW, SAIC, Dongfeng, GAC, ZX Auto, Jiangling, Chery, Changfeng, Soueast, Zotye.